# Större malkoha
Större malkoha (Phaenicophaeus tristis) är en syd- och sydostasiatisk fågel i familjen gökar inom ordningen gökfåglar.

## Utseende och läte
Större malkoha är en rätt stor (38 cm) gök med lång, vitspetsad stjärt. Fjäderdräkten är övervägande grågrön. I ansiktet har den röd bar hud kring ögat och ett vitstrimmigt ögonbrynsstreck. Näbben är grön med röd näbbas. Lätet är ett kluckande och kväkande grodlikt "ko, ko, ko, ko".

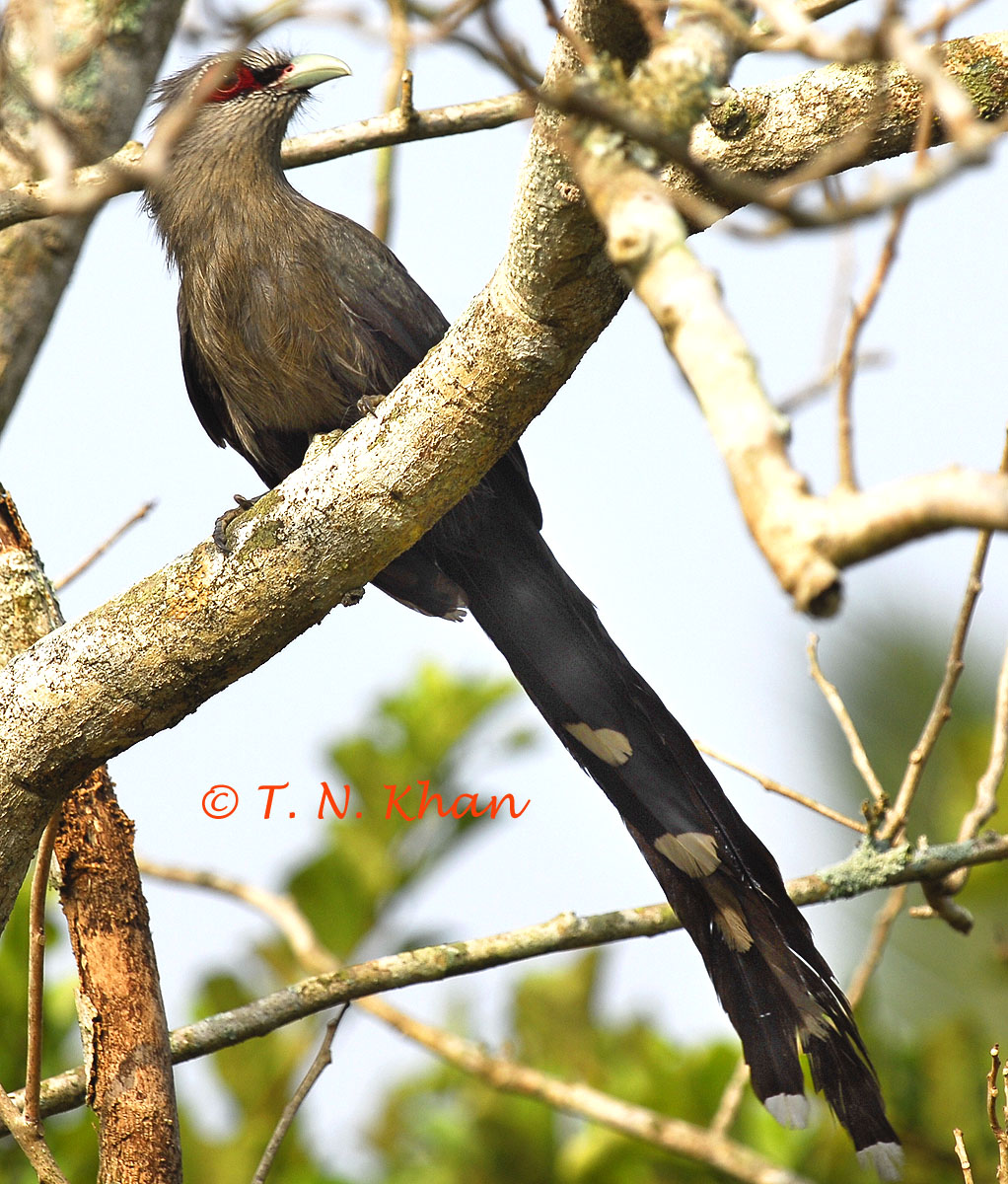

## Utbredning och systematik
Större malkoha delas in i sex underarter med följande utbredning:
- Phaenicophaeus tristis tristis – förekommer från norra Indien till Nepal, Sikkim, Bhutan, Assam och Bangladesh
- Phaenicophaeus tristis saliens – förekommer från norra Myanmar till norra Thailand, norra Indokina och sydvästra Kina (Yunnan)
- Phaenicophaeus tristis hainanus – förekommer på Hainan (södra Kina)
- Phaenicophaeus tristis longicaudatus – förekommer i södra Indokina och Malackahalvön
- Phaenicophaeus tristis elongatus – förekommer på Sumatra
- Phaenicophaeus tristis kangeangensis – förekommer på Kangeanöarna (Javasjön)

Vissa inkluderar underarterna saliens till elongatus i nominatformen.

## Levnadssätt
Fågeln förekommer i tät skog och täta buskområden, alltifrån urskog och ungskog till gummiplantage och odlingsbygd. Den lever av insekter som stora fjärilslarver, gräshoppor och vårtbitare, men även ödlor. Fågeln häckar mellan april och augusti i Indien, i maj i Nepal, mars till september i Myanmar och mellan januari och mars på Malackahalvön. Arten är stannfågel.

## Status och hot
Arten har ett stort utbredningsområde och en stor population med stabil utveckling och tros inte vara utsatt för något substantiellt hot. Utifrån dessa kriterier kategoriserar internationella naturvårdsunionen IUCN arten som livskraftig (LC). Världspopulationen har inte uppskattats men den beskrivs som vanlig till mycket vanlig.